# San Carlos (Málaga)
San Carlos es un barrio perteneciente al distrito Carretera de Cádiz de la ciudad andaluza de Málaga, España. Según la delimitación oficial del ayuntamiento, limita al norte con el Parque del Oeste; al este con el mar Mediterráneo; al sur, con el barrio de Los Guindos; y al oeste con el barrio de Santa Paula.
Este pequeño barrio cuenta con una de las zonas más tranquilas del distrito, con distintas zonas verdes y de uso público 

## Transporte
En autobús queda conectado mediante las siguientes líneas de la EMT: 
| Línea | Trayecto                    | Recorrido | Frecuencia    |
| ----- | --------------------------- | --------- | ------------- |
| 15    | La Virreina - Santa Paula   | Recorrido | 11-12 minutos |
| 7     | Miraflores - Parque Litoral | Recorrido | 12-13 minutos |